# Kursko (przystanek kolejowy)
Kursko – przystanek kolejowy w Kursku, w województwie lubuskim, w Polsce.